# Шепелёва-Ткач, Светлана
Светлана Шепелёва-Ткач (рум. Svetlana Șepelev-Tcaci; род. 10 мая 1969, Чолаку-Ноу, Фалештский район) — молдавская легкоатлетка, специалистка по бегу на длинные дистанции и марафону. Выступает как элитная бегунья с 1993 года, пробежала за свою карьеру более ста марафонов, в том числе неоднократно становилась победительницей и призёркой, участница летних Олимпийских игр в Афинах.

## Биография
Родилась 10 мая 1969 года в Фалештском районе Молдавской ССР. Детство провела в Тирасполе.
В 1990 году окончила Тираспольский государственный педагогический институт им. Т. Г. Шевченко, где обучалась на факультете педагогики и психологии.
Первого серьёзного успеха на шоссе добилась в сезоне 1993 года, когда с результатом 2:55:07 одержала победу на Рижском марафоне. С этого времени регулярно принимала участие в различных марафонах по всему миру, показывая достаточно высокие результаты.
В 1994 году стала тринадцатой на Белградском марафоне (2:44:44), восьмой на Стамбульском марафоне (3:00:40), четырнадцатой на Франкфуртском марафоне (2:47:47).
В 1995 году выиграла Пражский марафон (2:39:33), Загребский марафон (2:47:42), финишировала второй на марафоне в Ираклионе (2:46:55).
В 1996 году отметилась победами на полумарафоне в Братиславе (1:23:09), на Подгорицком (2:49:35) и Загребском (2:52:14) марафонах, стала пятой в Белграде (2:40:56) и шестой в Праге (2:38:51).
В 1997 году вновь была лучшей на Подгорицком (2:49:25) и Загребском (2:50:24) марафонах, заняла пятое место в Белграде (2:38:39), вторые места в Праге (2:34:09) и на Сибирском международном марафоне (2:36:34).
В 1998 году с результатом 2:38:29 финишировала четвёртой на Белградском марафоне.
В 1999 году снова выиграла Подгорицкий (2:42:46) и Загребский (2:42:36) марафоны.
В 2000 году стала бронзовой призёркой Дубайского марафона (2:42:25), Белградского марафона (2:39:09), заняла пятое место на Кливлендском марафоне (2:40:27), с личным рекордом победила на Бабушкином марафоне в Дулуте (2:33:53), была восьмой на марафоне в Сент-Поле (2:42:44).
В 2001 году стала пятой в Белграде (2:42:42), шестой в Дулуте (2:37:47), четвёртой в Стамбуле (2:41:21).
В 2002 году финишировала второй в Гамильтоне (2:44:24), шестой в Провиденсе (2:42:23), второй в Стамбуле (2:37:57).
В 2003 году показала шестой результат на Сямыньском марафоне (2:37:56), второй результат на Бабушкином марафоне (2:33:53), четвёртый результат на Стамбульском марафоне (2:40:02).
Благодаря череде удачных выступлений удостоилась права защищать честь страны на летних Олимпийских играх 2004 года в Афинах — в программе женского марафона показала время 3:03:29, расположившись в итоговом протоколе соревнований на 61 строке.
После афинской Олимпиады Шепелёва-Ткач ещё достаточно долго оставалась действующей элитной спортсменкой и продолжала принимать участие в крупнейших международных стартах на шоссе. Так, в 2006 году она помимо прочего выиграла полумарафон в Анталии (1:20:05), была лучшей на марафонах в Нови-Саде (2:58:14) и Подгорице (2:56:36).
В 2007 году выиграла полумарафон в Скопье (1:23:12), была второй на марафонах в Загребе (2:47:13) и Подгорице (2:47:13).
В 2008 году заняла шестое место на международном марафоне «Белые ночи» в Санкт-Петербурге (2:53:05), стала второй в зачёте Загребского марафона (2:45:29).
В 2009 году вновь выиграла полумарафон в Анталии (1:26:41), одержала победу на полумарафоне в Приштине (1:21:19), взяла бронзу на Белфастском марафоне (2:52:48).
В 2010 году добавила в послужной список победы на полумарафонах в Приштине (1:21:00) и Риве (1:23:03).
Впоследствии вышла замуж за турецкого бегуна и много времени проводила в Турции, выступая в основном на местных стартах.
В 2014 и 2016 годах дважды выигрывала Антальский марафон, тогда как в 2015 году была лучшей на Мерсинском марафоне.